# Trihidrogén-oxid
A trihidrogén-oxid hidrogén és oxigén feltételezett vegyülete, képlete H3O. Még ismeretlen, egyike az instabil hidrogén-polioxidoknak. Előrejelzések szerint az Uránusz és a Neptunusz magja körül vékony fémes folyadékréteget alkot, mely a mágneses mezőik forrása. Számítások szerint szilárd, szuperionos és fémes folyékony állapotban e bolygók belsejében stabil.

## Szintézis
A trihidrogén-oxidot 2023-ig még nem észlelték, de létét CALYPSO módszerrel végzett számítások előrejelzik. A vegyület feltehetően 450–600 GPa-on stabil, és a {\displaystyle {\ce {2 H2O + H2 -> 2 H3O}}} képletű reakció hozza létre.

## Fizikai jellemzők
A vegyület feltehetően nem valódi molekuláris trihidrogén-oxid. Ehelyett az oxigénatomok két hidrogénatomhoz kötődnek erősen, mint a vízben, és a vízmolekulák közti üregekben vannak a hidrogénmolekulák. Így szerkezetileg 2 H2O·H2 sztöchiometriai képletű.
600 GPa-on és 7000 K-en a vegyület számított sűrűsége 4,3 g/cm3. Különböző hőmérsékletekre, állandó sűrűségek mellett végzett molekuladinamikai számítások szerint:
- 1000 K-en a H3O ortorombos szilárd anyag (Cmca csoport).
- 1250 K-en a szilárd anyag szuperionos lesz.
- A vegyület 5250 K-en olvad, e folyadék fémes vezető lehet.

## A Naprendszerben
Az Uránusz és a Neptunusz mágneses mezői speciálisak: nem kétpólusúak, és nem tengelyesen szimmetrikusak. Ennek magyarázata lehet, ha a mágneses mezőket a dinamóeffektus hozza létre elég vékony vezető rétegben. Azonban ezek eredete még ismeretlen, mivel e bolygók magjai valószínűleg szilárdak (így túl ridegek), és a vastag jégrétegek vezetőképessége túl kicsi az effektus előidézéséhez.

## Fordítás
Ez a szócikk részben vagy egészben  a   Trihydrogen oxide című angol Wikipédia-szócikk ezen változatának fordításán alapul.  Az eredeti cikk szerkesztőit annak laptörténete sorolja fel. Ez a jelzés csupán a megfogalmazás eredetét és a szerzői jogokat jelzi, nem szolgál a cikkben szereplő információk forrásmegjelöléseként.